# Poljana (okres Mukačevo)
Poljana (ukrajinsky Поляна, slovensky Poľana, maďarsky Polena) je obec v Poljanské vesnické komunitě v Mukačevském okrese Zakarpatské oblasti Ukrajiny. Je zde centrum  Poljanské vesnické komunity (hromady). Obec se nachází na úpatí Karpat. V obci jsou prameny minerálních vod. Osadou obce Poljana je Uklyn. V roce 2025 žilo v Poljaně 3184 obyvatel; v celé obci žilo 3578 obyvatel.

## Historie
Obec je poprvé písemně zmíněna v roce 1180. Do roku 1919 ležela v Uhersku, které bylo součástí Rakousko-Uherska. Poté v Podkarpatské Rusi, která byla součástí Československa. V letech 1939 až 1945 ležela v Maďarsku, od roku 1945 do roku 1991 pak v USSR, která byla součástí SSSR.

## Vesnická komunita (hromada)
Obec je centrem vesnické komunity (ukrajinsky Полянська сільська громада), pod kterou spadají tyto obce a jejich části:
| Transkripce do latinky | Ukrajinský název | Česky/slovensky         | Maďarsky             |
| Holubyne               | Голубине         | Holubinné, Holubina     | Galambos             |
| Jakivske               | Яківське         | Ďakovský, Jakuský       | Jakuszki             |
| Oleňovo                | Оленьово         | Oleňovo, Oleňova        | Szarvaskút           |
| Pasika                 | Пасіка           | Paseka, Pasika          | Kishidvég            |
| Pavlovo                | Павлово          | Pavlovo, Pavlová        | Kispálos             |
| Ploske                 | Плоске           | Ploské, Ploskij, Plosko | Dombostelek, Ploszkó |
| Ploskyj Potik          | Плоский Потік    | Potok                   | Pataktanya           |
| Poljana                | Поляна           | Poljana, Poľana         | Polena               |
| Rodnykivka             | Родниківка       | Izvor                   | Beregforrás          |
| Rodnykova Huta         | Родникова Гута   |                         |                      |
| Soločin                | Солочин          | Soločín, Soločina       | Királyfiszállás      |
| Suskovo                | Сусково          | Suskovo                 | Bányafalu, Szuszkó   |
| Uklyn                  | Уклин            | Uklín, Uklina           | Aklos                |

V roce 2025 v této komunitě (hromadě) žilo 7744 obyvatel.

## Turismus
- Lyžařský areál v Soločině, kde jsou 3 lyžařské vleky. Celková délka sjezdovek je 1600 metrů. [4][5]

## Osobnosti
- Grigorij Žatkovič – (1886–1967), rusínský a československý politik, první guvernér Podkarpatské Rusi, rodák z Holubiny